# Les Rivières-Henruel

Les Rivières-Henruel este o comună în departamentul Marne, Franța. În 2009 avea o populație de 166 de locuitori.